# ديك ييتس
ديك ييتس (بالإنجليزية: Dick Yates)‏ (6 يونيو 1921 في المملكة المتحدة - 1 يناير 1976) هو لاعب كرة قدم بريطاني (وحمل سابقاً جنسية المملكة المتحدة لبريطانيا العظمى وأيرلندا) في مركز الهجوم. لعب مع بورت فايل ونادي ريكسهام ونادي كارلايل يونايتد ونادي تشستر سيتي وNew Brighton A.F.C. ‏ وSouth Liverpool F.C. ‏.